# Sierra de Armantes
La sierra de Armantes es una sierra que se encuentra en la comarca de la Comunidad de Calatayud, en Aragón, España. Se alza al sur del macizo del Moncayo, entre los valles del Ribota y Manubles, ambos afluentes del río Jalón. Vierte sus aguas mediante barrancos a los tres ríos que la rodean.
Armantes, la cota más alta (973 m s. n. m.), es una gran meseta. Un poco más abajo, hacia la vertiente del Ribota, se encuentra la Cruz de Armantes, un pico con 966 m s. n. m. El pico Los Castillos (929 m s. n. m.), el Maño Maño (917 m s. n. m.) y el Cerro de la Cruz (894 m s. n. m.) son las otras cumbres destacadas. 
La sierra ocupa una superficie de más de 13 000 hectáreas y alcanza una longitud de 11 km.